# Rio Gruiul Negru
O Rio Gruiul Negru é um rio da Romênia, afluente do Rio Rudăreasa, localizado no distrito de Vâlcea.